# 新横江村
新横江村（しんよこえむら）は福井県今立郡にあった村。現在の鯖江市中心部の東側、北陸自動車道・鯖江インターチェンジの南側一帯にあたる。

## 地理
- 山岳 ： 三里山

## 歴史
- 1889年（明治22年）4月1日 - 町村制の施行により、横越村、新村、下新庄村、定次村、五郎丸村及び東鯖江村の区域をもって、新横江村が発足する。
- 1948年（昭和23年）11月3日 - 鯖江町、新横江村及び舟津村が合併して、改めて鯖江町が発足する。

## 交通

### 道路
現在は旧村域に北陸自動車道の鯖江インターチェンジが所在するが、当時は未開通。